# Raciocínio emocional
Raciocínio emocional (diz-se também emocionalismo ou emocionalização) é um processo cognitivo que ocorre quanto uma pessoa acredita que o que está sentindo é verdadeiro independentemente de qualquer evidência apresentada.
O raciocínio emocional amplia o feito de outras distorções cognitivas. Por exemplo, alguém submetido a um teste pode se sentir inseguro sobre a sua compreensão do material, embora ela seja perfeitamente capazes de responder às perguntas. Se essa pessoa age com base na sua insegurança sobre a falha no teste escrito, ela pode assumir que não entende o material do teste e tentar adivinhar aleatoriamente respostas. Criando, assim, uma profecia autorrealizável da falha no teste.

## Origem
Como conceito, o raciocínio emocional foi introduzido originalmente pelo psicólogo Aaron Beck. Foi incluído como parte de um amplo tópico de pesquisa de Beck: distorções cognitivas e depressão. Para neutralizar qualquer ou todas as distorções cognitivas, Beck desenvolveu um tipo de terapia formalmente conhecida como terapia cognitiva, que tornou-se associado com a terapia cognitivo-comportamental. Originalmente, o raciocínio emocional foi atribuído ao pensamento automático. Beck acreditava que o raciocínio emocional resultava de pensamentos negativos que eram incontroláveis e aconteciam sem esforço. Este raciocínio tem sido comumente aceito ao longo dos anos. Mais recentemente, uma nova explicação afirma que um "agente de ativação" ou gatilho sensorial do ambiente aumenta a excitação emocional. Com este aumento de excitação, certas áreas do cérebro são inibidas. A combinação do aumento no estímulo emocional com a inibição de partes do cérebro leva à raciocínio emocional.

## References
1. ↑  http://www.beckinstitute.org/cognitive-behavioral-therapy/#q-n-a-71
2. 1 2  http://www.beckinstitute.org/history-of-cbt/
3. 1 2 3  «Cópia arquivada» (PDF). Consultado em 5 de junho de 2015. Arquivado do original (PDF) em 10 de outubro de 2015